# Universidad de Toledo
La Universidad de Toledo (University of Toledo en idioma inglés) es una universidad pública ubicada en Toledo (Ohio),  Estados Unidos.

## Deportes
Compite en la Mid-American Conference de la NCAA.